# Будь как дома, путник...
Король и Шут (укр. Король і Блазень) — другий номерний альбом російського рок-гурту «Король и Шут», який вийшов у 1997 році. Альбом являє собою перезаписану версію альбому 1994 року Будь как дома путник, доповнену 7 піснями. В 2001 році альбом було перевидано під оригінальною назвою «Будь как дома, Путник!...» з дещо видозміненою обкладинкою та відеокліпом на пісню «Охотник».

## Історія створення
Після випуску першого номерного альбому «Камнем по голове» гурт вирішив перезаписати свої старіші пісні на професійній студії. Звукозаписна компанія «Курицца Рекордс», за допомогою якої було записано «Камнем по голове», не захотіла далі просувати творчість «Короля и Шута», і гурту довелося шукати новий лейбл. Директор гурту Дмитро «Шумный» Журавльов домовився про запис нового альбому на студії DDT Records, яка розташовувалась у підвалі ДК Залізничників.
Більшість композицій, що увійшли до альбому "Король і Блазень", раніше видавалися в малотиражних неномерних альбомах "Истинный убийца" 1993 року і "Будь как дома, путник" 1994 року. Музиканти вирішили дати цим пісням не лише нове життя, а й перезаписати їх із більш чітким звуком. Реалізації цієї ідеї сприяли відмінні гітарні комбопідсилювачі, які мала студія DDT Records, а також звукорежисер студії Ігор Сорокін на прізвисько «Золотые уши». Зокрема, на його пропозицію в пісні «Охотник», «История о мёртвой женщине» та «Валет і дама» були включені невеликі клавішні партії. А в основній масі аранжування пісень не зазнали значних змін порівняно з попередніми версіями. У період запису альбому барабанщик Олександр «Поручик» Щиголєв на деякий час втратив інтерес до гурту, часто пропускав репетиції, тому партії ударних у записі бажали кращого. Для отримання більш щільного звуку при зведенні альбому було збільшено гучність гітари та бас-гітари.
Під час запису альбому студію часто відвідували музиканти ДДТ, які допомагали якщо не порадою, то дружньою участю. До кінця запису альбому музиканти «Короля і Шута» дізналися від Ігоря Доценка, що компанія «Театр ДДТ», яка займається поширенням аудіокасет групи ДДТ, занижує дані про продаж у кілька разів і, відповідно, відраховує гурту значно менше роялті. Продажі нового альбому «Короля і Шута» також мали займатися «Театр ДДТ». Учасників колективу такий стан справ не влаштував і після закінчення запису альбому вони вирішують розірвати контракт з цією компанією. Музиканти забрали виготовлені на той час 15 000 касет і за допомогою тата Михайла Горшеньова почали розповсюджувати їх магазинами. Юрій Горшеньов на своїй «Волзі» розвів та продав у музичні магазини весь тираж касет. Незабаром директор гурту Дмитро «Шумний» Журавльов знайшов невеликий музичний магазин «Караван», якому гурт зміг продати права на випуск альбому за 10 000 доларів. Новий тираж касет було випущено на лейблі Caravan Records. На CD альбом було видано лише через рік, причому диски виготовлялися у підвалі магазину "Караван" шляхом запису на звичайному комп'ютері. Поліграфічне оформлення цих дисків було низької якості. До перевидання у 2000 році платівка продавалася лише в одному магазині «Караван» у Санкт-Петербурзі і тому великого поширення не набула.
У 2002 році альбом перевидає співдружність лейблів "Центр Музичного Сервісу", WWW records та Фірма грамзапису "Нікітін".

## Список композицій
Всі тексти написані Андрієм Князєвим (окрім Собрание), вся музика написана Михайлом Горшеньовим, окрім відмічених.
| №   | Назва                                           | Музика                   | Тривалість |
| --- | ----------------------------------------------- | ------------------------ | ---------- |
| 1.  | «Король и Шут»                                  |                          | 2:42       |
| 2.  | «Два друга и разбойники»                        |                          | 2:15       |
| 3.  | «Сапоги мертвеца»                               |                          | 2:30       |
| 4.  | «Охотник»                                       |                          | 2:36       |
| 5.  | «Паника в селе»                                 |                          | 3:17       |
| 6.  | «Истинный убийца»                               |                          | 2:02       |
| 7.  | «Лесник»                                        | М. Горшеньов, О. Балунов | 3:12       |
| 8.  | «Помоги мне!»                                   |                          | 2:27       |
| 9.  | «История о мёртвой женщине»                     |                          | 3:43       |
| 10. | «Кукольный театр»                               |                          | 2:52       |
| 11. | «Валет и дама»                                  | А. Князєв, М. Горшеньов  | 3:32       |
| 12. | «Весёлые тролли»                                |                          | 3:32       |
| 13. | «Вячеслав»                                      |                          | 2:17       |
| 14. | «Отец и маски»                                  |                          | 3:04       |
| 15. | «Сказка про дракона»                            |                          | 2:54       |
| 16. | «Инструмент»                                    |                          | 2:05       |
| 17. | «Собрание»                                      |                          | 4:03       |
| 18. | «Охотник (Видео)» (Только на издании 2000 года) |                          | 2:45       |

Материал из личного архива Александра "Балу" Балунова (Переиздание 2020 года).
| №   | Назва                            | Тривалість |
| --- | -------------------------------- | ---------- |
| 18. | «Сапоги мертвеца» (Ранній запис) | 2:13       |
| 19. | «Весёлые тролли» (Ранній запис)  | 4:04       |

Також виходила інструментальна версія альбому, яку Балу у 2015 році викладав у Kroogi.ru

### Король и Шут (Інструментальна демо-версія)
Інструментальна версія другого альбому з офіційної дискографії гурту - "Король и Шут" ("Будь как дома, Путник...!"). Альбом був записаний у серпні 1997 року, рівно через рік після того, як був записаний альбом "Камнем по голове". Відреставровано О. Балуновим у 2015.

Балу про альбом:
Якось на студії Михайла Кольчугіна, після запису інструментів, я пішов і на Сінному ринку купив хорошу дорогу касету замість пива, і перегнав на неї запис, навіщось. За день ми почали записувати вокал. Навіщо зігнав усе без вокалу, досі не знаю…

## Учасники запису

### Музиканти
- Михайло «Горшок» Горшеньов - вокал, текст (17), музика;
- Андрій «Князь» Князєв - вокал, тексти, музика (11);
- Яків Цвіркунов - гітара, бек-вокал;
- Олександр «Балу» Балунов - бас-гітара, бек-вокал;
- Олександр «Поручик» Щиголєв – ударні.

### Технічний персонал
- Ігор Сорокін - запис та зведення
- Художник – Андрій Князєв
- Дизайн - Юля Костарєва
- Дизайн шрифту - Ігор «Кеш» Лобанов